# Краснодарский регион Северо-Кавказской железной дороги
Краснода́рский регио́н Се́веро-Кавка́зской желе́зной доро́ги — один из шести регионов Северо-Кавказской железной дороги. Пути и инфраструктура находятся на территории Краснодарского края и республики Адыгея. Эксплуатационная длина  железных дорог региона составляет 1 513,4 км.

## История региона
В состав нынешнего Краснодарского региона Северо-Кавказской железной дороги ранее входили Кавказское (НОД-2), Краснодарское (НОД-7) отделения дороги, которые в 1997 году были объединены в одно Краснодарское отделение, существовавшее до апреля 2010 года. 
После упразднения Краснодарского отделения Северо-Кавказской железной дороги, на его территории был создан один из 5 регионов управления — Краснодарский (в границах бывшего отделения).
В 2020 году из состава Краснодарского региона выделен самостоятельный Туапсинский регион (в границах бывшего Туапсинского отделения дороги НОД-4).
В июне 2019 года образована Таманская дистанция электроснабжения. В её состав были переданы объекты электрификации Краснодарской дистанции электроснабжения на участках Новороссийск — Крымская, Крымская — Тимашевская (искл.), Крымская — Абинская, а так же новые объекты электрификации: Разъезд 9 км — Юровский — Анапа и Юровский — Вышестеблиевская — Тамань-Пассажирская — граница с КЖД. Органы управления расположены в городе Крымске.

## Территория
Краснодарский регион граничит:
- с Минераловодским регионом Северо-Кавказской железной дороги
  - по 31 км на линии Кавказская — Передовая
- с Туапсинским регионом Северо-Кавказской железной дороги:
  - по 1640 км на линии Кривенковская — Энем
  - по 1593 км на линии Армавир — Кавказская
- с Ростовским регионом Северо-Кавказской железной дороги
  - по 531 км на линии Тихорецкая — Сальск
  - по 1387 км на линии Тихорецкая — Батайск
  - по 1446 км на линии Староминская — Батайск[2]
- с Крымской железной дорогой
  - по путевому посту Мост (с восточной стороны Крымского моста, на линии Вышестеблиевская — Багерово)

Территория Краснодарского региона Северо-Кавказской железной дороги включает в себя следующие железнодорожные линии:
- Краснодар — Энем
- Краснодар — Энем — Абинская — Крымская — Тоннельная — Новороссийск
- Краснодар — Усть-Лабинская — Гречишкино — Кавказская — Расшеватка — Передовая
- Краснодар — Динская — Кореновск — Тихорецкая — Песчанокопская — Сальск
- Краснодар — Мышастовка — Тимашёвская — Каневская — Староминская — Орловка-Кубанская — Батайск
- Кавказская — Тихорецкая — Сосыка-Ростовская — Кущёвка — Каяла — Батайск
- Тимашёвская — Роговская — Ахтари
- Тимашёвская — Ангелинская — Протока — 9 км — Крымская
- Крымская — 9 км — Юровский — Анапа
- Юровский — Красная Стрела — Темрюк
- Юровский — Красная Стрела — Вышестеблиевская — Кавказ
- Крымская — Грушёвая
- Староминская — Старощербиновская — Ейск
- Староминская — Уманская
- Козырьки – Гречаная

## Инфраструктура региона

### Локомотивные депо (эксплуатационные)
- Эксплуатационное локомотивное депо Кавказская
- Эксплуатационное локомотивное депо Краснодар
- Эксплуатационное локомотивное депо Тимашевская

### Локомотивные депо (сервисные)
В границах Краснодарского региона Северо-Кавказской железной дороги расположены следующие сервисные локомотивные депо Филиала «Северо-Кавказский» ООО «ЛокоТех-Сервис»:
- Сервисное     локомотивное депо Тихорецкая
- Сервисное     локомотивное депо Тимашевск-Кавказский
- Сервисное     локомотивное депо Краснодар

### Дистанции электрификации и энергоснабжения
- Краснодарская дистанция электроснабжения
- Кавказская дистанция электроснабжения
- Таманская дистанция электроснабжения

### Дистанции пути
- Краснодарская дистанция пути
- Новороссийская дистанция пути
- Тимашевская дистанция пути
- Староминская дистанция пути
- Тихорецкая дистанция пути
- Кавказская дистанция пути
- Старотитаровская дистанция пути

### Дистанции сигнализации, централизации и блокировки
- Краснодарская дистанция сигнализации, централизации и блокировки
- Тимашевская дистанция сигнализации, централизации и блокировки
- Крымская дистанция сигнализации, централизации и блокировки
- Тихорецкая дистанция сигнализации, централизации и блокировки
- Кавказская дистанция сигнализации, централизации и блокировки

### Вагонные депо (эксплуатационные)
Эксплуатационное вагонное депо Краснодар

### Вагонные ремонтные депо
- Вагонное ремонтное депо Краснодар структурно входит в АО "Вагонная ремонтная компания - 1" (АО "ВРК-1")[4]
- Вагонное ремонтное депо Кавказская структурно входит в АО "Вагонная ремонтная компания -2" (АО "ВРК-2")[5]

### Краснодарская механизированная дистанция[6]
- - Опорный грузовой двор ст. Краснодар-Сортировочный
  - Грузовой двор ст. Тимашевская
  - Промывочно-пропарочная станция Тимашевская
  - Опорный грузовой двор ст. Анапа
  - Грузовой двор ст. Крымская
  - Грузовой двор ст. Темрюк
  - Грузовой двор ст. Тамань 32 км
  - Опорный грузовой двор ст. Тихорецкая

### Прочие предприятия ж.д. транспорта
- Краснодарская дистанция гражданских сооружений
- Тихорецкая дистанция защитных лесонасаждений.

## Типы станций региона
Пассажирские станции: Анапа, Тамань-Пассажирская, Краснодар I, Новороссийск.
Сортировочные станции: Краснодар-Сортировочный, Тихорецкая, Разъезд 9 Км.
Участковые станции:  Кавказская, Крымская, Староминская-Ейская, Староминская-Тимашевская, Тимашевская, Разъезд 9 Км.
Грузовые станции: Афипская, Выселки, Гетмановская, Гирей, Грушевая, Ейск, Кавказ, Кореновск, Краснодар-II, Кущёвка, Новороссийск, Протока, Темрюк, Тоннельная, Юровский.
Промежуточные станции (станции, разъезды и блокпосты): Абинская, Агроном, Александровский (рзд), Албаши, Ангелинская, Андреедмитриевка, Ахтари, Ахтырская, Баканская, Бейсужек, Брюховецкая, Бузинка (рзд), Бурсак, Варениковская, Варилка, Васюринская, Ведмидовка, Величковка,  Витаминный (рзд), Вышестеблиевская, Газырь (рзд), Гончарка, Гостагаевская, Гречаная, Гречишкино, Двубратский (рзд), Деревянковка, Динская, Ильская,  Каневская, Кисляковка, Кирпили, Кирпильский (рзд), Козырьки (рзд), Красная Стрела, Крыловская, Кубанская, Кубань (рзд), Ладожская, Леушковская, Лорис (рзд), Малороссийская, Милованово, Мирская, Мышастовка, Пашковская, Пластуновская, Платнировская, Приазовская, Придорожная, Полтавская, пут. пост 37 км, пут. пост 51 км, пут. пост 302 км, Разъезд Стопятый, Роговская, Себедахово, Северская, Сосыка-Ейская, Сосыка-Ростовская, Старотитаровка, Старощербиновская, Степная, Тамань, Тверская, Темижбекская, Титаровка, Тихонький (обп), Тульская, Челбас, Шохры, Энем.